# Libor Capalini
Libor Capalini (Hořovice, 30 gennaio 1973) è un pentatleta ceco.

## Palmarès
In carriera ha conseguito i seguenti risultati:
- Giochi olimpici:

Atene 2004: bronzo nel pentathlon moderno individuale.
- Mondiali:

Budapest 1999: argento nel pentathlon moderno individuale.
San Francisco 2002: argento nel pentathlon moderno a squadre.
Pesaro 2003: bronzo nel pentathlon moderno a squadre.
Mosca 2004: argento nel pentathlon moderno a squadre e bronzo individuale.
Varsavia 2005: argento nel pentathlon moderno a squadre e bronzo staffetta a squadre.
Città del Guatemala 2006: bronzo nel pentathlon moderno a squadre.
Berlino 2007: argento nel pentathlon moderno a squadre.
- Europei

Uppsala 1998: argento nel pentathlon moderno individuale e bronzo staffetta a squadre.
Usti nad Labem 2002: oro nel pentathlon moderno individuale ed argento a squadre.
Usti nad Labem 2003: bronzo nel pentathlon moderno a squadre.
Mosca 2008: bronzo nel pentathlon moderno a squadre.
Lipsia 2009: argento nel pentathlon moderno a squadre.